# Arthur C. Miller
Pour les articles homonymes, voir Miller.
Arthur C. Miller est un directeur de la photographie américain, né à Roslyn (État de New York) le 8 juillet 1895 et mort à Hollywood (Californie) le 13 juillet 1970.
Remarquable technicien de la photographie en noir et blanc, il gagna trois Oscar et reçut quatre autres nominations. Son travail chez John Ford et Henry King est particulièrement représentatif de son talent.

## Filmographie

### Années 1900
- 1909 : Romance of a Fishermaid de Fred J. Balshofer et Charles K. French

### Années 1910
- 1911 : A Heroine of '76 d'Edwin S. Porter
- 1911 : Little Dove's Romance de Fred J. Balshofer
- 1912 : At Coney Island (en) de Mack Sennett
- 1914 : Les Périls de Pauline (The Perils of Pauline) de Louis Gasnier et Donald MacKenzie
- 1915 : At Bay de George Fitzmaurice
- 1916 : New York (en) de George Fitzmaurice
- 1916 : Big Jim Garrity (en) de George Fitzmaurice
- 1916 : Arms and the Woman (en) de George Fitzmaurice
- 1916 : The Romantic Journey (en) de George Fitzmaurice
- 1917 : Kick In de George Fitzmaurice
- 1917 : The Haunting of the Hawk de George Fitzmaurice
- 1917 : The Recoil (en) de George Fitzmaurice
- 1917 : The Iron Heart (en) de George Fitzmaurice
- 1917 : Blind Man's Luck (en) de George Fitzmaurice
- 1917 : The On-the-Square Girl de George Fitzmaurice
- 1917 : The Mark of Cain de George Fitzmaurice
- 1917 : Sylvia of the Secret Service de George Fitzmaurice
- 1917 : Vengeance Is Mine de Frank Hall Crane
- 1918 : Convict 993 de William Parke
- 1918 : The Naulahka (en) de George Fitzmaurice
- 1918 : La Maison de la Haine (The House of Hate) de George B. Seitz
- 1918 : The Hillcrest Mystery (en) de George Fitzmaurice
- 1918 : Le Rossignol japonais (A Japanese Nightingale) de George Fitzmaurice
- 1919 : The Cry of the Weak (en) de George Fitzmaurice
- 1919 : The Profiteers de George Fitzmaurice
- 1919 : Our Better Selves (en) de George Fitzmaurice
- 1919 : A Society Exile (en) de George Fitzmaurice
- 1919 : The Witness for the Defense (en) de George Fitzmaurice
- 1919 : Counterfeit (en) de George Fitzmaurice

### Années 1920
- 1920 : Le Loup de dentelle (en) (On with the Dance) de George Fitzmaurice
- 1920 : His House in Order (en) d'Hugh Ford
- 1920 : L'Homme qui assassina (en) (The Right to Love) de George Fitzmaurice
- 1920 : Lady Rose's Daughter d'Hugh Ford
- 1920 : Idole d'argile (en) (Idols of Clay) de George Fitzmaurice
- 1921 : Paying the Piper de George Fitzmaurice
- 1921 : Experience de George Fitzmaurice
- 1921 : Peter Ibbetson (Forever) de George Fitzmaurice
- 1922 : Three Live Ghosts de George Fitzmaurice
- 1922 : Le Favori d'un Roi (To Have and to Hold) de George Fitzmaurice
- 1922 : Kick In de George Fitzmaurice
- 1923 : Bella Donna de George Fitzmaurice
- 1923 : La Flétrissure (The Cheat) de George Fitzmaurice
- 1923 : La Ville éternelle (The Eternal City) de George Fitzmaurice
- 1924 : Cytherea de George Fitzmaurice
- 1924 : Tarnish (en) de George Fitzmaurice
- 1924 : In Hollywood with Potash and Perlmutter d'Alfred E. Green
- 1925 : A Thief in Paradise (en) de George Fitzmaurice
- 1925 : La Flamme victorieuse (His Supreme Moment) de George Fitzmaurice
- 1925 : L'Homme du ranch (en) (The Coming of Amos) de Paul Sloane
- 1926 : Made for Love de Paul Sloane
- 1926 : Les Bateliers de la Volga (The Volga Boatman) de Cecil B. DeMille
- 1926 : Eve's Leaves de Paul Sloane
- 1926 : The Clinging Vine de Paul Sloane
- 1926 : For Alimony Only de William C. de Mille
- 1927 : Nobody's Widow de Donald Crisp
- 1927 : Vanity de Donald Crisp
- 1927 : The Angel of Broadway de Lois Weber
- 1928 : The Blue Danube de Paul Sloane
- 1928 : Hold'Em Yale d'Edward H. Griffith
- 1928 : The Cop de Donald Crisp
- 1928 : Annapolis de Christy Cabanne
- 1928 : Tragédie Foraine (The Spieler) de Tay Garnett
- 1929 : Bellamy Trial de Monta Bell
- 1929 : Strange Cargo de Benjamin Glazer et Arthur Gregor
- 1929 : The Flying Fool de Tay Garnett
- 1929 : Big News de Gregory La Cava
- 1929 : Sailor's Holiday de Fred C. Newmeyer
- 1929 : Oh, Yeah! de Tay Garnett
- 1929 : His First Command de Gregory La Cava

### Années 1930
- 1930 : Officer O'Brien de Tay Garnett
- 1930 : La Dame à scandale (The Lady of Scandal) de Sidney Franklin
- 1930 : Vingt-et-un ans (The Truth About Youth) de William A. Seiter
- 1930 : L'Amérique a soif (See America Thirst) de William J. Craft
- 1931 : Father's Son de William Beaudine
- 1931 : Bad Company de Tay Garnett
- 1931 : The Big Shot de Ralph Murphy
- 1932 : Gangsters de Broadway (Panama Flo) de Ralph Murphy
- 1932 : Young Bride de William A. Seiter
- 1932 : Okay, America! de Tay Garnett
- 1932 : Me and My Gal de Raoul Walsh
- 1933 : Sailor's Luck de Raoul Walsh
- 1933 : Hold Me Tight de David Butler
- 1933 : The Man Who Dared de Hamilton MacFadden
- 1933 : The Last Trail de James Tinling
- 1933 : My Weakness de David Butler
- 1933 : Les Ravisseurs (The Mad Game) d'Irving Cummings
- 1934 : Ever Since Eve de George Marshall
- 1934 : Tu seras star à Hollywood (Bottoms Up) de David Butler
- 1934 : Handy Andy de David Butler
- 1934 : Love Time de James Tinling
- 1934 : The White Parade d'Irving Cummings
- 1934 : Shirley aviatrice (Bright Eyes) de David Butler
- 1935 : Le Petit Colonel (The Little Colonel) de David Butler
- 1935 : It's a Small World d'Irving Cummings
- 1935 : Black Sheep d'Allan Dwan
- 1935 : Welcome Home de James Tinling
- 1935 : Paddy O'Day de Lewis Seiler
- 1936 : White Fang de David Butler
- 1936 : 36 Hours to Kill d'Eugene Forde
- 1936 : Parade du football (Pigskin Parade) de David Butler
- 1936 : Ching-Ching (Stowaway) de William A. Seiter
- 1937 : La Mascotte du régiment (Wee Willie Winkie) de John Ford
- 1937 : Heidi d'Allan Dwan
- 1938 : La Baronne et son valet (The Baroness and the Butler) de Walter Lang
- 1938 : Mam'zelle vedette (Rebecca of Sunnybrook Farm) d'Allan Dwan
- 1938 : Hôtel à vendre (Little Miss Broadway) d'Irving Cummings
- 1938 : La Vie en rose (Just Around the Corner) d'Irving Cummings
- 1938 : Patrouille en mer (Submarine Patrol) de John Ford
- 1939 : Petite Princesse (The Little Princess) de Walter Lang
- 1939 : Vers sa destinée (Young Mister Lincoln) de John Ford
- 1939 : Susannah of the Mounties de William A. Seiter et Walter Lang
- 1939 : La Mousson (The Rains Came) de Clarence Brown
- 1939 : Here I Am a Stranger de Roy Del Ruth

### Années 1940
- 1940 : L'Oiseau bleu (The Blue Bird)
- 1940 : Johnny Apollo d'Henry Hathaway
- 1940 : On Their Own (en) d'Otto Brower
- 1940 : L'Odyssée des Mormons (Brigham Young) d'Henry Hathaway
- 1940 : Jeunesse (Young People) (non crédité) d'Allan Dwan
- 1940 : Le Signe de Zorro (The Mark of Zorro) de Rouben Mamoulian
- 1941 : La Route au tabac (Tobacco Road) de John Ford
- 1941 : Chasse à l'homme (Man Hunt) de Fritz Lang
- 1941 : Qu'elle était verte ma vallée (How Green Was My Valley) de John Ford
- 1941 : La Rose blanche (The Men in Her Life) de Gregory Ratoff
- 1942 : Le Chevalier de la vengeance (Son of Fury) de John Cromwell
- 1942 : Âmes rebelles (This Above All) d'Anatole Litvak
- 1942 : Iceland de H. Bruce Humberstone
- 1943 : Aventure en Libye (The Immortal Sergeant) de John M. Stahl
- 1943 : La Nuit sans lune (The Moon Is Down) d'Irving Pichel
- 1943 : L'Étrange Incident (The Ox-Bow Incident) de William A. Wellman
- 1943 : Le Chant de Bernadette (The Song of Bernadette) d'Henry King
- 1944 : Prisonniers de Satan (The Purple Heart) de Lewis Milestone
- 1944 : Les Clés du royaume (The Keys of the Kingdom) de John M. Stahl
- 1945 : Scandale à la cour (A Royal Scandal) d'Otto Preminger et Ernst Lubitsch
- 1946 : Le Château du dragon (Dragonwyck) de Joseph L. Mankiewicz
- 1946 : Anna et le Roi de Siam (Anna and the King of Siam) de John Cromwell
- 1946 : Le Fil du rasoir (The Razor's Edge) d'Edmund Goulding
- 1947 : Le Mur invisible (Gentleman's Agreement) d'Elia Kazan
- 1948 : La Ville empoisonnée (The Walls of Jericho) de John M. Stahl
- 1949 : Chaînes conjugales (A Letter to Three Wives) de Joseph L. Mankiewicz
- 1949 : Le Mystérieux Docteur Korvo (Whirlpool) d'Otto Preminger

### Années 1950
- 1950 : La Cible humaine (The Gunfighter) d'Henry King
- 1951 : Le Rôdeur (The Prowler) de Joseph Losey

## Récompenses
- 1942 : Oscar de la meilleure photographie en noir et blanc pour Qu'elle était verte ma vallée de John Ford[1]
- 1944 : Oscar de la meilleure photographie en noir et blanc pour Le Chant de Bernadette d'Henry King[2]
- 1947 : Oscar de la meilleure photographie en noir et blanc pour Anna et le Roi de Siam de John Cromwell[3]